# Takla Haïmanot de Gondar
Takla Haïmanot fut proclamé nəgusä nägäst d'Éthiopie de février 1788 à 1789 par les partisans d'Atse Baeda Maryam après leur défaite contre Ali I de Yejju à la bataille de Madab. Il installa son palais à Gondar, d'où il règna pendant un an.
Il est peut-être la même personne que l'empereur « Haimanot », mentionné par Henry Salt, qui régna pendant un an entre Iyasou III et Hezqeyas et qui mourut avant 1810.
Le titre de Atsé, mot amharique pour « empereur », lui est parfois donné pour le distinguer des autres empereurs d'Éthiopie portant le même nom. Aucun numéro d'ordre ne fut apposé après son nom puisqu'il n'a jamais été reconnu comme prétendant légitime.